# Gran Premi de l'Ulster de motociclisme de 1966
El Gran Premi de l'Ulster de motociclisme de 1966 fou la novena cursa de la temporada 1966 de motociclisme. La cursa es disputà al Circuit de Dundrod (prop de Belfast/Béal Feirste, Irlanda del Nord) el dia 20 d'agost de 1966.
En la categoria dels 250cc, amb el títol ja decidit a favor de Mike Hailwood i amb força competidors de primera fila retirats, s'esdevingué per primer cop en la història del campionat un podi integrat únicament per pilots de Bultaco. Tant aquesta marca com el guanyador, Ginger Molloy, obtenien així la seva primera victòria en Gran Premi.

## 500 cc
42 pilots prengueren la sortida i 24 d'aquests arribaren a la meta.

### Arribats a la meta (primeres 20 posicions)
| Pos. | Pilot             | Moto      | Temps      | Punts |
| ---- | ----------------- | --------- | ---------- | ----- |
| 1    | Mike Hailwood     | Honda     | 1h 05:00.4 | 8     |
| 2    | Giacomo Agostini  | MV Agusta | +1:29.4    | 6     |
| 3    | Frantisek Stastny | Jawa      | +1 volta   | 4     |
| 4    | Jack Findlay      | Matchless | +1 volta   | 3     |
| 5    | Chris Conn        | Norton    | +1 volta   | 2     |
| 6    | Peter Williams    | AJS       | +1 volta   | 1     |
| 7    | Selwyn Griffiths  | Matchless |            |       |
| 8    | Gyula Marsovszky  | Matchless |            |       |
| 9    | Gustav Havel      | Jawa-CZ   |            |       |
| 10   | William McCosh    | Matchless |            |       |
| 11   | Robin Fitton      | Norton    |            |       |
| 12   | Fred Stevens      | Matchless |            |       |
| 13   | Kel Carruthers    | Norton    |            |       |
| 14   | Barry Scully      | Norton    |            |       |
| 15   | Len Atlee         | Norton    |            |       |
| 16   | Ernst Weiss       | Matchless |            |       |
| 17   | Derek Lee         | Matchless |            |       |
| 18   | Denis Gallagher   | Matchless |            |       |
| 19   | Thomas Gill       | Matchless |            |       |
| 20   | Jack Saunders     | Matchless |            |       |

## 350 cc
Se'n retiraren Heinz Rosner i Frantisek Stastny.

### Arribats a la meta (posició amb punts)
| Pos. | Pilot            | Moto      | Temps | Punts |
| ---- | ---------------- | --------- | ----- | ----- |
| 1    | Mike Hailwood    | Honda     |       | 8     |
| 2    | Giacomo Agostini | MV Agusta |       | 6     |
| 3    | Tommy Robb       | Bultaco   |       | 4     |
| 4    | Gustav Havel     | Jawa      |       | 3     |
| 5    | Dave Simmonds    | Norton    |       | 2     |
| 6    | Joe Dunphy       | Norton    |       | 1     |

## 250 cc
Fou una carrera alterada per la pluja; se'n retiraren Phil Read, Mike Duff, Stuart Graham, Heinz Rosner i Fred Stevens.

### Arribats a la meta (posició amb punts)
| Pos. | Pilot            | Moto          | Temps     | Punts |
| ---- | ---------------- | ------------- | --------- | ----- |
| 1    | Ginger Molloy    | Bultaco       | 1h 16' 31 | 8     |
| 2    | Gyula Marsovszky | Bultaco       |           | 6     |
| 3    | Kevin Cass       | Bultaco       |           | 4     |
| 4    | Selwyn Griffiths | Royal Enfield |           | 3     |
| 5    | Jim Curry        | Honda         |           | 2     |
| 6    | Len Atlee        | Cotton        |           | 1     |

## 125 cc

### Arribats a la meta (posició amb punts)
| Pos. | Pilot         | Moto   | Temps     | Punts |
| ---- | ------------- | ------ | --------- | ----- |
| 1    | Luigi Taveri  | Honda  | 52' 51" 6 | 8     |
| 2    | Ralph Bryans  | Honda  | + 4" 4    | 6     |
| 3    | Phil Read     | Yamaha | + 28" 4   | 4     |
| 4    | Tommy Robb    | Yamaha | + 48" 8   | 3     |
| 5    | Hugh Anderson | Suzuki | + 1 volta | 2     |
| 6    | Frank Perris  | Suzuki | + 1 volta | 1     |